# قرنجیک گوکچلی
قرنجیک گوکچلی روستایی در دهستان قزل‌آلان بخش گلدشت شهرستان گمیشان استان گلستان ایران است.

## جمعیت
بر پایه سرشماری عمومی نفوس و مسکن در سال ۱۳۹۵ جمعیت این مکان ۶۳۷ نفر (۱۸۰خانوار) بوده‌است.